# كلاش أوف ذا تشامبينس
كلاش أوف ذا تشامبينس (بالإنجليزية: Clash of the Champions) كان سلسلة تلفزيونية خاصة بثتها منظمة ورلد تشامبيونشيب ريسلينغ تتكون من عدة مباريات ضخمة نويت أن تلعب في الأحداث الشهرية. البرنامج يشبه برنامج ساترداي نايت ماين إيفنت الخاص بمنظمة وورلد ريسلينغ فيدرايشن (دبليو دبليو إف).
عقدت أول حلقة من كلاش أوف ذا تشامبينس في 27 مارس، 1988 بواسطة منظمات جيم كروكيت وكانت بعنوان إن دبليو إيه: كلاش أوف ذا تشامبينس. الحلقات التالية كان لها تسميات مختفلة مثل كلاش أوف ذا تشامبينس 2: فوضى ميامي، حتى كلاش أوف ذا تشامبينس السادسة عشر: شجار الخريف 1991 الذي كان آخر حلقة تحمل اسم خاص بها. في عام 1988، بيعت منظمات جيم كروكيت إلى تد تيرنر وأعيد تسميتها إلى ورلد تشامبيونشيب ريسلينغ حيث استمر بث البرنامج حتى عام 1997. حقوق كلاش أوف ذا تشامبينس تعود إلى دبليو دبليو إي.

## وصلات خارجية
- كلاش أوف ذا تشامبينس 1-20
- تاريخ دبليو سي دبليو كلاش أوف ذا تشامبينس
- تاريخ تقديرات دبليو سي دبليو كلاش أوف ذا تشامبينس
- وورلد تشامبيونشيب ريسلينغ اسئلة مكررة - هل سبق أن أقام دبليو دبليو إف ودبليو سي دبليو حدثًا شهريًا في نفس الليلة؟
- سلام! ريسلينغ: نهاية عصر على قناة تي بي إس- كروكيت، فلير و'الاشتباكات' بواسطة جون إف. مولينارو